# آیداس

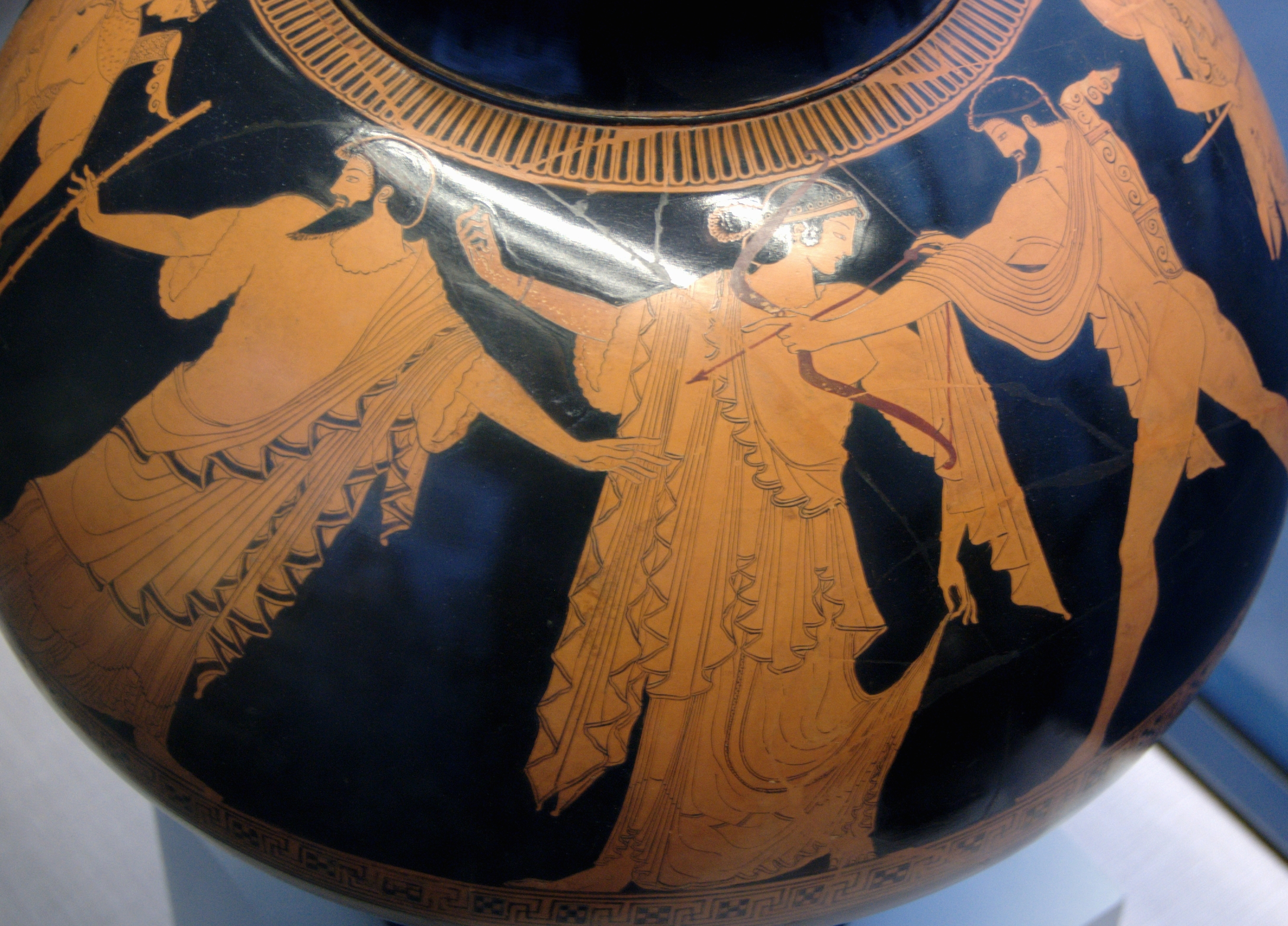
مارپسسا و آیداس توسط زئوس از آپولو جدا می شوند، یک پسیکتر سرخرنگ یونانی، مربوط به ۴۸۰ قبل از میلاد، از موزه ای در مونیخ

در اساطیر یونان، آیداس (به زبان یونان باستان: Ἴδας Ídas) پسر آفارئوس و آرنه و برادر لینکئوس بود. او و برادرش لینکئوس، عاشق هیلاریا و فوئبه بودند و به خاطر آنها با خواستگاران رقیب خود، کاستور و پولیدئوکس مبارزه کردند. مبارزه‌ای که به قتل برادر فانی، که همان کاستور بود، منجر گردید.
آیداس همچنین یکی از آرگونات‌ها و از جمله شرکت کنندگان در شکار گراز کالیدونیان به شمار می‌آمد. ضمناً او بود که مارپسسا را ربود. در حالیکه آپولو نیز به او متمایل بود، امّا زئوس وی را وادار کرد که دختر مورد نظر خویش را برگزیند. آیداس [از مارپسسا] دختری به نام کلئوپاترا آلسیون داشت.